# Мартинес, Хосеф
Хо́сеф Алекса́ндер Марти́нес Ме́нсья (исп. Josef Alexander Martínez Mencia; род. 19 мая 1993, Валенсия, Венесуэла) — венесуэльский футболист, нападающий клуба «Клёб де Фут Монреаль» и сборной Венесуэлы.

## Клубная карьера
Мартинес дебютировал в составе «Каракаса» 21 августа 2010 в матче против «Эстудиантес де Мерида», выйдя на замену на 70-й минуте. Свой первый гол он забил 21 ноября 2010 в матче против «Депортиво Петаре», завершившемся ничьей 2:2.
В январе 2012 года «Каракас» продал Мартинеса и защитника Александера Гонсалеса в швейцарский «Янг Бойз», где с обоими игроками были заключены соглашения со сроком действия до конца июня 2016 года. В швейцарской Суперлиге он дебютировал 5 февраля в матче против «Серветта». 21 октября 2012 года в матче против «Грассхоппера» Хосеф забил свой первый гол за бернцев. В мае 2013 года Мартинес был отдан в аренду в клуб «Тун» на год. Но уже в декабре, после того как он с 8-ю голами стал лидером гонки бомбардиров швейцарской лиги, был отозван из аренды досрочно.
В июне 2014 года Мартинес перешёл в итальянский «Торино», подписав четырёхлетний контракт рассчитанный до 30 июня 2018 года. За туринцев он дебютировал 31 июля в первом матче третьего раунда квалификации Лиги Европы УЕФА 2014/15 против шведской «Броммапойкарны». В ответной игре на Олимпийском стадионе Турина 7 августа он забил свой первый гол за «быков», установив окончательный счёт матча 4:0. В Серии А Хосеф дебютировал 14 сентября 2014 года в матче против «Сампдории». 6 декабря 2014 года в матче против «Палермо» он открыл свой счёт голам за «Торино».
В феврале 2017 года Мартинес перешёл на правах аренды в новообразованный клуб MLS «Атланта Юнайтед», став третьим назначенным игроком команды. 5 марта он вышел в стартовом составе в дебютной игре «Атланты Юнайтед» в лиге, матче против «Нью-Йорк Ред Буллз». 12 марта в матче двух новичков MLS — «Миннесоты Юнайтед» и «Атланты Юнайтед», закончившемся разгромным поражением первых со счётом 1:6, он оформил первый хет-трик в карьере. 21 марта «Атланта» объявила о выкупе игрока у «Торино» согласно прописанной в договоре аренды опции. По итогам марта, забивший пять голов в трёх матчах, Мартинес был признан игроком месяца в MLS. 23 марта в матче сборной Венесуэлы получил травму левой четырехглавой мышцы, из-за чего выбыл из строя более чем на два месяца. В сентябре 2017 года забил девять голов в семи матчах, в том числе по три мяча в ворота «Нью-Инглэнд Революшн» и «Орландо Сити» 13 и 16 сентября, за что был назван игроком месяца в MLS.
В начале июля 2018 года Мартинес получил грин-карту и в MLS перестал считаться иностранным игроком. В июле 2018 года забил девять голов и отдал одну голевую передачу, за что был выбран игроком месяца в MLS. В Матче всех звёзд MLS 2018, в котором звёздам лиги противостоял итальянский «Ювентус», забил гол и был назван самым ценным игроком встречи. В августе 2018 года забил четыре гола и отдал четыре голевых передач, за что был выбран игроком месяца в MLS.
Был отобран для участия в Матче всех звёзд MLS 2019, где со звёздами лиги встретился испанский «Атлетико Мадрид». По итогам июля 2019 года был назван игроком месяца в MLS. В августа 2019 года забил шесть мячей в пяти матчах, и вновь удостоился звания игрока месяца. С 7 июля по 21 сентября 2019 года забивал в 15-ти матчах подряд.
29 февраля 2020 года в матче стартового тура сезона против «Нэшвилла» получил разрыв передней крестообразной связки правого колена. На поле вернулся 6 апреля 2021 года в первом матче ⅛ финала Лиги чемпионов КОНКАКАФ 2021 против коста-риканского «Алахуэленсе».
18 января 2023 года Мартинес перешёл в «Интер Майами». Дебютировал за «Интер Майами» 25 февраля в матче стартового тура сезона 2023 против «Клёб де Фут Монреаль». 6 мая в матче против своего бывшего клуба «Атланта Юнайтед», сделав дубль, забил свои первые голы за «Интер Майами». По окончании сезона 2023 «Интер Майами» отклонил опцию продления контракта Мартинеса.
6 февраля 2024 года Мартинес в качестве свободного агента подписал контракт с «Клёб де Фут Монреаль» до конца сезона 2024 с опцией продления на сезон 2025. За канадский клуб дебютировал 24 февраля в матче стартового тура сезона 2024 против «Орландо Сити», выйдя на замену во втором тайме вместо Матиаса Коккаро. 2 марта в матче против «Далласа» забил свой первый гол за «КФ Монреаль».

## Международная карьера
Дебют Мартинеса за основную сборную Венесуэлы состоялся 7 августа 2011 в матче против сборной Сальвадора.
В январе 2013 Мартинес был включён в состав сборной Венесуэлы до 20 лет на молодёжный чемпионат Южной Америки 2013. В матче против сборной Эквадора он забил гол, принеся своей команде победу со счётом 1:0.
Летом 2019 года Хосеф был приглашён в сборную для участия в Кубке Америки, который состоялся в Бразилии. В третьем матче в группе против Боливии, отличился голом на 86-й минуте, а сборная Венесуэлы победила со счётом 3:1 и вышла в четвертьфинал.
Был включён в состав сборной на Кубок Америки 2021.

## Статистика

### Клубная
| Выступление          | Выступление      | Выступление      | Лига | Лига | Кубок | Кубок | Континент | Континент | Прочие | Прочие | Итого | Итого |
| Клуб                 | Лига             | Сезон            | Игры | Голы | Игры  | Голы  | Игры      | Голы      | Игры   | Голы   | Игры  | Голы  |
| -------------------- | ---------------- | ---------------- | ---- | ---- | ----- | ----- | --------- | --------- | ------ | ------ | ----- | ----- |
| Каракас              | Примера Дивисьон | 2010/11          | 21   | 4    | —     | —     | 7         | 1         | —      | —      | 28    | 5     |
| Каракас              | Примера Дивисьон | 2011/12          | 15   | 4    | —     | —     | 0         | 0         | —      | —      | 15    | 4     |
| Каракас              | Итого            | Итого            | 36   | 8    | —     | —     | 7         | 1         | —      | —      | 43    | 9     |
| Янг Бойз             | Суперлига        | 2011/12          | 11   | 0    | 0     | 0     | —         | —         | —      | —      | 11    | 0     |
| Янг Бойз             | Суперлига        | 2012/13          | 8    | 1    | 1     | 0     | —         | —         | —      | —      | 9     | 1     |
| Янг Бойз             | Суперлига        | 2013/14          | 18   | 3    | 0     | 0     | —         | —         | —      | —      | 18    | 3     |
| Янг Бойз             | Итого            | Итого            | 37   | 4    | 1     | 0     | —         | —         | —      | —      | 38    | 4     |
| Тун (аренда)         | Суперлига        | 2013/14          | 18   | 8    | 3     | 1     | 11        | 1         | —      | —      | 32    | 10    |
| Тун (аренда)         | Итого            | Итого            | 18   | 8    | 3     | 1     | 11        | 1         | —      | —      | 32    | 10    |
| Торино               | Серия A          | 2014/15          | 26   | 3    | 1     | 1     | 13        | 3         | —      | —      | 40    | 7     |
| Торино               | Серия A          | 2015/16          | 21   | 3    | 2     | 1     | —         | —         | —      | —      | 23    | 4     |
| Торино               | Серия A          | 2016/17          | 11   | 1    | 1     | 1     | —         | —         | —      | —      | 12    | 2     |
| Торино               | Итого            | Итого            | 58   | 7    | 4     | 3     | 13        | 3         | —      | —      | 75    | 13    |
| Атланта Юнайтед      | MLS              | 2017             | 20   | 19   | 1     | 1     | —         | —         | 1      | 0      | 22    | 20    |
| Атланта Юнайтед      | MLS              | 2018             | 34   | 31   | 0     | 0     | —         | —         | 5      | 4      | 39    | 35    |
| Атланта Юнайтед      | MLS              | 2019             | 29   | 27   | 2     | 1     | 4         | 3         | 3      | 1      | 38    | 32    |
| Атланта Юнайтед      | MLS              | 2020             | 1    | 0    | —     | —     | 2         | 2         | —      | —      | 3     | 2     |
| Атланта Юнайтед      | MLS              | 2021             | 24   | 12   | —     | —     | 4         | 0         | 1      | 0      | 29    | 12    |
| Атланта Юнайтед      | MLS              | 2022             | 26   | 9    | —     | —     | —         | —         | —      | —      | 26    | 9     |
| Атланта Юнайтед      | Итого            | Итого            | 134  | 98   | 3     | 2     | 10        | 5         | 10     | 5      | 157   | 110   |
| Интер Майами         | MLS              | 2023             | 27   | 7    | 6     | 2     | 7         | 3         | —      | —      | 40    | 12    |
| Интер Майами         | Итого            | Итого            | 27   | 7    | 6     | 2     | 7         | 3         | —      | —      | 40    | 12    |
| Клёб де Фут Монреаль | MLS              | 2024             | 6    | 1    | —     | —     | —         | —         | —      | —      | 6     | 1     |
| Клёб де Фут Монреаль | Итого            | Итого            | 6    | 1    | —     | —     | —         | —         | —      | —      | 6     | 1     |
| Всего за карьеру     | Всего за карьеру | Всего за карьеру | 316  | 133  | 17    | 8     | 48        | 13        | 10     | 5      | 391   | 159   |

### Сборная
| Команда   | Год   | Игр | Голы |
| --------- | ----- | --- | ---- |
| Венесуэла |       |     |      |
| 2011      | 3     | 0   |      |
| 2012      | 3     | 0   |      |
| 2013      | 6     | 2   |      |
| 2014      | 3     | 0   |      |
| 2015      | 7     | 2   |      |
| 2016      | 15    | 5   |      |
| 2017      | 5     | 0   |      |
| 2018      | 3     | 0   |      |
| 2019      | 6     | 2   |      |
| 2021      | 4     | 0   |      |
| 2022      | 5     | 2   |      |
| 2023      | 6     | 1   |      |
| Всего     | Всего | 66  | 14   |

### Голы за сборную Венесуэлы
| #  | Дата             | Место                                                               | Противник         | Результат | Счет | Соревнование       |
| -- | ---------------- | ------------------------------------------------------------------- | ----------------- | --------- | ---- | ------------------ |
| 1  | 22 мая 2013      | Метрополитано де Мерида, Мерида, Венесуэла                          | Сальвадор         | 2:1       | 2:1  | Товарищеский матч  |
| 2  | 14 августа 2013  | Полидепортиво де Пуэбло-Нуэво, Сан-Кристобаль, Венесуэла            | Боливия           | 1:0       | 2:2  | Товарищеский матч  |
| 3  | 31 марта 2015    | Локхарт Стэдиум, Форт-Лодердейл, США                                | Перу              | 1:0       | 1:0  | Товарищеский матч  |
| 4  | 17 ноября 2015   | Полидепортиво Качамай, Пуэрто-Ордас, Венесуэла                      | Эквадор           | 1:3       | 1:3  | ЧМ-2018 (отбор)    |
| 5  | 5 июня 2016      | Солджер Филд, Чикаго, США                                           | Ямайка            | 1:0       | 1:0  | Кубок Америки 2016 |
| 6  | 6 сентября 2016  | Метрополитано де Мерида, Мерида, Венесуэла                          | Аргентина         | 2:0       | 2:2  | ЧМ-2018 (отбор)    |
| 7  | 10 ноября 2016   | Монументаль де Матурин, Матурин, Венесуэла                          | Боливия           | 2:0       | 5:0  | ЧМ-2018 (отбор)    |
| 8  | 10 ноября 2016   | Монументаль де Матурин, Матурин, Венесуэла                          | Боливия           | 3:0       | 5:0  | ЧМ-2018 (отбор)    |
| 9  | 10 ноября 2016   | Монументаль де Матурин, Матурин, Венесуэла                          | Боливия           | 4:0       | 5:0  | ЧМ-2018 (отбор)    |
| 10 | 22 марта 2019    | Ванда Метрополитано, Мадрид, Испания                                | Аргентина         | 3:1       | 3:1  | Товарищеский матч  |
| 11 | 22 июня 2019     | Арена Коринтианс, Сан-Паулу, Бразилия                               | Боливия           | 3:1       | 3:1  | Кубок Америки 2019 |
| 12 | 2 февраля 2022   | Сентенарио, Монтевидео, Уругвай                                     | Уругвай           | 1:4       | 1:4  | ЧМ-2022 (отбор)    |
| 13 | 27 сентября 2022 | Винер-Нойштадт Арена, Вена, Австрия                                 | ОАЭ               | 4:0       | 4:0  | Товарищеский матч  |
| 14 | 24 марта 2023    | Стадион имени принца Абдуллы аль-Файсала, Джидда, Саудовская Аравия | Саудовская Аравия | 1:0       | 2:1  | Товарищеский матч  |

## Достижения
Командные
 «Атланта Юнайтед»
- Чемпион MLS (обладатель Кубка MLS): 2018
- Обладатель Открытого кубка США: 2019
- Обладатель Campeones Cup: 2019

 «Интер Майами»
- Обладатель Кубка лиг: 2023

Личные
- Член символической сборной MLS: 2017, 2018, 2019
- Самый ценный игрок MLS: 2018
- Лучший бомбардир MLS: 2018 (31 мяч)
- Участник Матча всех звёзд MLS: 2018[39], 2019
- Игрок месяца в MLS: март 2017, сентябрь 2017, июль 2018, август 2018, июль 2019, август 2019
- Самый ценный игрок Кубка MLS: 2018